# Lago Alberto
Il lago Alberto, o Alberto Nyanza, noto precedentemente anche come lago Mobutu Sese Seko (in onore di Mobutu Sese Seko, ex-presidente della Repubblica Democratica del Congo), è uno dei grandi laghi africani, il settimo lago più grande dell'Africa ed il ventisettesimo lago al mondo per volume d'acqua.

## Geografia
Il lago Alberto è posizionato al centro del continente, sul confine tra la Repubblica Democratica del Congo e l'Uganda, ed è il lago più settentrionale tra i laghi della Rift Valley; ha una superficie di 5400 km², è lungo circa 160 km e largo 30 km, con una profondità massima di 51 metri e si trova a 619 metri sul livello del mare.

## Idrografia

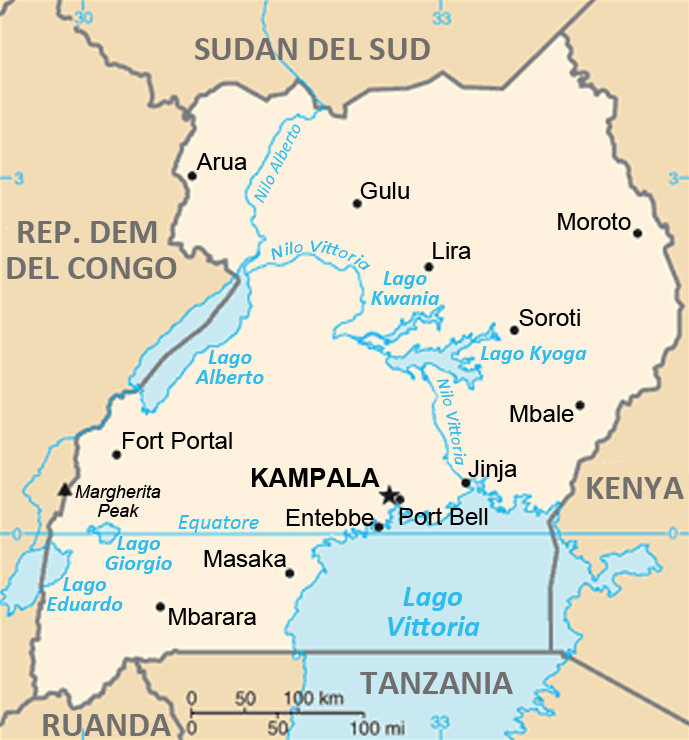
Il lago Alberto sulla cartina dell'Uganda

Il lago Alberto è parte del complicato sistema idrografico del Nilo superiore. I suoi principali immissari sono il Nilo Vittoria, che nasce dal lago omonimo, ed il fiume Semliki, emissario del lago Edoardo, che crea vaste paludi all'ingresso nel lago.
Il suo emissario, nella parte più settentrionale del lago, è il Nilo Alberto, che prende il nome di Nilo della Montagna quando entra nel Sudan. È il 27° lago del mondo per volume d'acqua.

## Esplorazioni
Nel 1864 l'esploratore inglese Samuel Baker con la moglie scoprì il lago, senza navigarlo, e gli diede il nome di Alberto in ricordo dell'allora da poco scomparso Principe Alberto di Sassonia-Coburgo-Gotha, consorte della Regina Vittoria.
Una prima esplorazione del Lago Alberto nel 1874 da parte dei britannici W.M. Chippendale e C.M. Watson, per scoprire se il Nilo fosse immissario del lago Alberto, fallì.
Nel 1875 l'esploratore italiano Romolo Gessi, luogotenente del generale Gordon, fu il primo a circumnavigare per intero il lago, definendo i due immissari, ed il solo Nilo Alberto come emissario..